# Уелва
Уелва (на испански: Huelva) е град в Испания. Населението му е 145 115 жители (по данни към 1 януари 2017 г.), а има площ от 149 кв. км. Намира се на 54 м н.в. в часова зона UTC+1, а през лятото е в UTC+2. Пощенският му код е 21001. Градът е заселен от 3000 г. пр.н.е.